# Mara (Call of Duty)
Mara es un personaje ficticio de la saga Call of Duty. Fue presentada por primera vez en el Pase de Batalla de la Temporada 1 de Call of Duty: Modern Warfare, de 2019, el juego que marcó el reinicio de la saga Modern Warfare. Mara también es un personaje importante de Call of Duty: Mobile, aunque este juego se desarrolla en una línea de tiempo alternativa y los sucesos en él no son canónicos en la saga principal de Modern Warfare.

## Sobre el personaje
Mara es interpretada por la actriz de voz Carla Tassara, quien, aunque nació en Estados Unidos, proviene de familia latinoamericana, por lo que, frecuentemente interpreta a personajes latinos, incluso siendo capaz de hablar español perfecto, como la propia Mara, Judy Álvarez en Cyberpunk 2077 o voces de civiles NPCs que habitan regiones en las que se habla español. Aunque Mara no tiene el rostro de Tassara, como es el caso del Capitán Price, que cuenta con la voz y el rostro de Barry Sloane, o "Alex", que es interpretado con voz y rostro por Chad Michael Collins; la streamer Alex Zedra fue la elegida para ser el rostro del personaje de Mara, pues Zedra es aficionada a las armas de fuego y suele jugar Call of Duty en sus transmisiones en directo.
En español para Latinoamérica, la voz del personaje es dada por la actriz venezolana Irina Índigo.

## Biografía ficticia

### En los juegos principales
Según la propia información compartida a través de Call of Duty: Modern Warfare, Mara fue reclutada por la CIA a la corta edad de 15 años, y se le encargó recolectar inteligencia sobre las células durmientes de la organización terrorista Al-Qatala en su país Venezuela, gracias a la información recabada por Mara, Estados Unidos fue capaz de lanzar un ataque eficiente contra los terroristas. Tras esto, Mara participó voluntariamente en el programa de entrenamiento de las Fuerzas de Operaciones Especiales de Estados Unidos. Con su nueva formación militar, Mara lideró varias operaciones clandestinas para la CIA, hasta que fue invitada a formar parte del Warcom, una fuerza militar multinacional que responde a la Coalición, una alianza multinacional que enfrenta al terrorismo.
Posteriormente, en Call of Duty: Warzone, Mara se encuentra realizando operaciones para la Coalición en el país ficticio de Urzikistán. Ella es enviada a recuperar un bidón del gas nervioso robado por Al Qatala, que planean utilizar como arma química. Durante la misión, Mara es atacada por la Unión, que son fuerzas especiales multinacionales enemigas en el juego. Mara forma parte de la Coalición durante la invasión en la ciudad ficticia de Verdansk, donde se desarrolla la mayor parte de la historia principal de Warzone.

### En Call of Duty: Mobile
Mara es un personaje recurrente en la historia principal de Call of Duty: Mobile, aunque los acontecimientos de este juego para dispositivos móviles no son canónicos para los juegos principales, por lo que se podría decir que ocurren en una línea de tiempo alternativa creada únicamente para Call of Duty: Mobile.
En este juego, Simon "Ghost" Riley encarga a Mara la misión de capturar al ultranacionalista y villano principal del primer arco del juego, Vladimir Makarov, para lo cual, ella reúne a un equipo formado por otros tres operadores. Mara y su equipo logran encontrar el escondite de Makarov en una jungla, pero son interceptados por el mercenario conocido como Mace, que tiene un combate cuerpo a cuerpo con Mara. Mace traiciona a Makarov, matándolo y activando el lanzamiento de un misil PEM. Tras este fracaso, Mara se reúne con la Coalición, para enfrentarse a los próximos villanos del juego, un grupo terrorista conocido como Los Cinco Caballeros. Mara rastrea a uno de sus líderes, Hidora Kai, hasta Alcatraz, pero este escapa, haciendo explotar el edificio en el que se encontraba, dejando a Mara atrapada bajo los escombros, lo cual la hace caer en coma.
Tiempo después, Mara despierta de su coma, y aunque le toma tiempo recuperarse, finalmente vuelve a la acción para una última misión, esta vez, el objetivo es Raúl Menéndez, otro villano principal de la saga. Mara interroga a Mace, que ha sido capturado y ahora brinda información vital para encontrar a Menéndez. Se planea una redada para capturar a Menéndez, y aunque intenta escapar en helicóptero, es finalmente capturado por el equipo protagonista.
Tras la desaparición de Ghost, Mara se convierte en una forajida, dispuesta a encontrar la verdad sobre lo que ocurrió con él. Pero en su búsqueda, es captura y torturada por Los Cinco Caballeros. La tortura conduce a su eventual muerte, y el cuerpo de Mara es encontrado por el propio Ghost, hecho que le da la motivación suficiente para lanzar un último ataque contra Los Cinco Caballeros.

## Polémica
En febrero de 2021, dos años después del lanzamiento de Call of Duty: Modern Warfare, un fotógrafo llamado Clayton Haugen demandó a Activision e Infinity Ward por supuesto plagio, pues reclamaba que el personaje de Mara era una copia de un personaje creado por él llamado Cade Janus. En su demanda, Haugen explicaba que el personaje de Janus era también una mujer militar muy habilidosa, ambos personajes fueron interpretados por Alex Zedra, pues en su sesión de fotos, Haugen contrató a Zedra para interpretar a su personaje, al igual que ella fue el modelo para la creación de Mara. Además, Haugen comentó que Activision incluso había contratado a la misma maquilladora que trabajó con él en la creación de Janus, para que prepara a Zedra como Mara.
En abril de 2021, Activision respondió a la demanda en una carta abierta. Aunque reconocieron la contratación de Zedra y de la maquilladora para la creación de Mara, negaron las acusaciones de plagio y las afirmaciones de Haugen, que decía que Activision había ordenado a la maquilladora copiar el peinado y el estilo de Janus. Activision negó rotundamente que se haya inspirado en Janus para la creación de Mara. Activision se negó a la petición de Haugen por un juicio con jurado, enlistando una extensa cantidad de razones, fundamentadas por la Constitución de Estados Unidos, por las que la demanda en primer lugar carecía de derecho a tomar lugar.